# Cepeda la Mora
Cepeda la Mora è un comune spagnolo di 85 abitanti situato nella comunità autonoma di Castiglia e León.